# Welykyj Stydyn
Welykyj Stydyn (ukrainisch Великий Стидин; russisch Великий Стыдин Weliki Stydin, polnisch Stydyń Wielki) ist ein Dorf im Westen der ukrainischen Oblast Riwne mit etwa 500 Einwohnern (2023).
Der Ort Ende des 15. Jahrhunderts zum ersten Mal schriftlich erwähnt und gehörte dann bis 1793 in der Woiwodschaft Wolhynien zur Adelsrepublik Polen-Litauen. Mit den Teilungen Polens fiel der Ort an das spätere Russische Reich und lag bis zum Ende des Ersten Weltkriegs im Gouvernement Wolhynien.
Nach dem Ersten Weltkrieg kam der Ort zu Polen (als Hauptort der Gmina Stydyń in die Woiwodschaft Wolhynien, Powiat Kostopol), im Zweiten Weltkrieg wurde er zwischen 1939 und 1941 von der Sowjetunion besetzt. Nach dem Überfall auf die Sowjetunion im Juni 1941 wurde er dann bis 1944 von Deutschland besetzt, dies gliederte den Ort in das Reichskommissariat Ukraine in den Generalbezirk Brest-Litowsk/Wolhynien-Podolien, Kreisgebiet Kostopol.
Die Ortschaft liegt auf einer Höhe von 184 m am Ufer der Melnyzja (Мельниця), einem 39 km langen, linken Nebenfluss der Horyn, 32 km nordwestlich vom ehemaligen Rajonzentrum Kostopil und 67 km nördlich vom Oblastzentrum Riwne. Westlich der Ortschaft befindet sich die Grenze zur Oblast Wolyn.

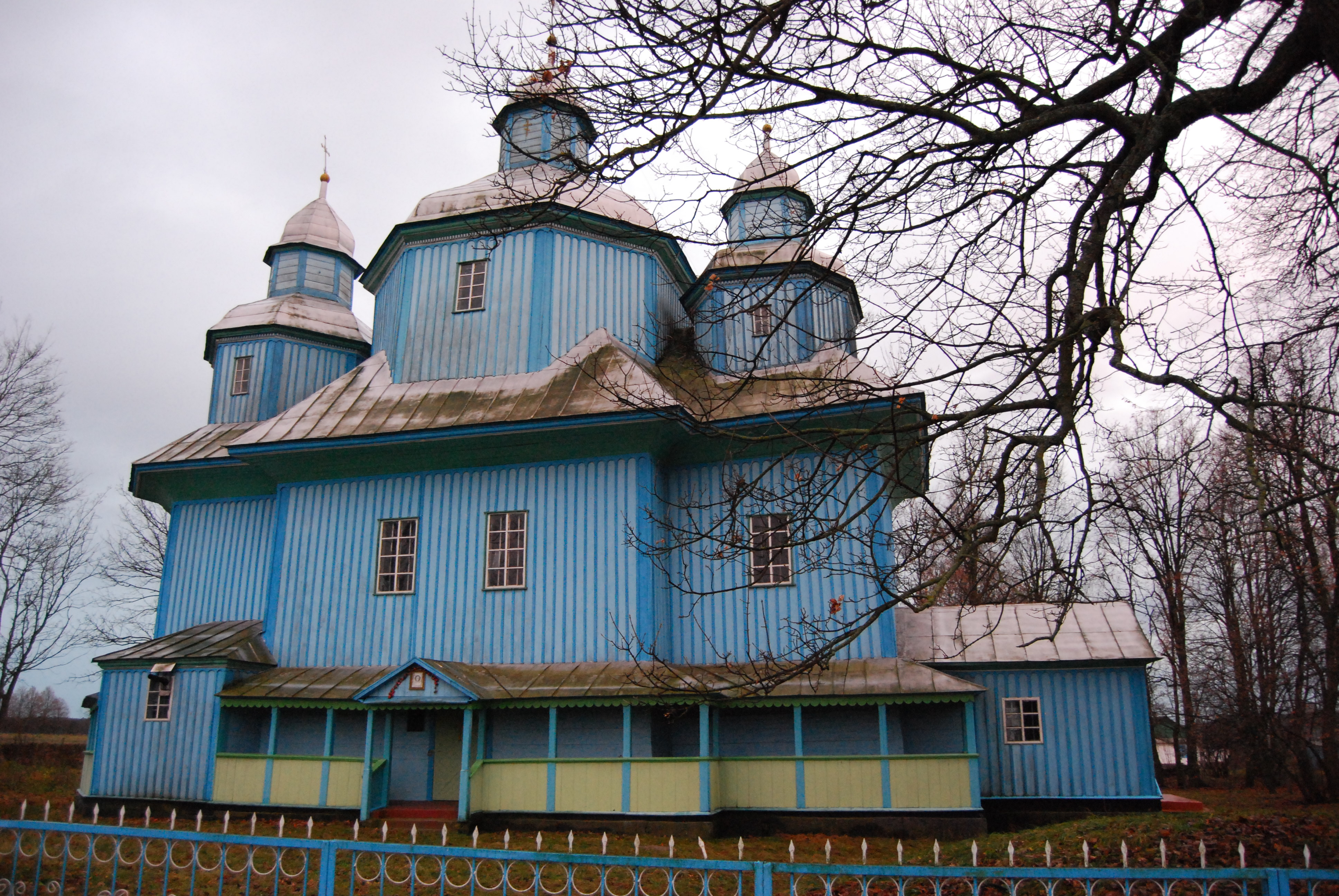
Kirche der Fürbitte der hl. Jungfrau im Dorf

Im westlichen Teil des Dorfes befindet sich mit der hölzernen, dreistöckigen Kirche der Fürbitte der hl. Jungfrau aus dem Jahr 1768 ein Denkmal der Architektur.
Am 12. Juni 2020 wurde das Dorf ein Teil neu gegründeten Stadtgemeinde Kostopil im Rajon Kostopil; bis dahin bildete es die Landratsgemeinde Welykyj Stydyn (Великостидинська сільська рада/Welykostydynska silska rada) im Norden des Rajons Kostopil.
Am 17. Juli 2020 wurde der Ort Teil des Rajons Riwne.